# توروو، استان لوبلین
توروو، استان لوبلین (به لاتین: Turów, Lublin Voivodeship) یک منطقهٔ مسکونی در لهستان است که در Gmina Kąkolewnica واقع شده‌است.

## خصوصیات
توروو ۱٬۲۰۰ نفر جمعیت دارد.